# 湖南人文科技学院
湖南人文科技学院（英語: Hunan University of Humanities, Science and Technology）は、中国湖南省婁底市に本部を置く中国の公立大学。1975年創立、1978年大学設置。
2019年10月時点では、学校の面積は584,753平方メートル、建築面積は481,399万平方メートル、生徒数約16,925人、教職員853人。

## 略歴

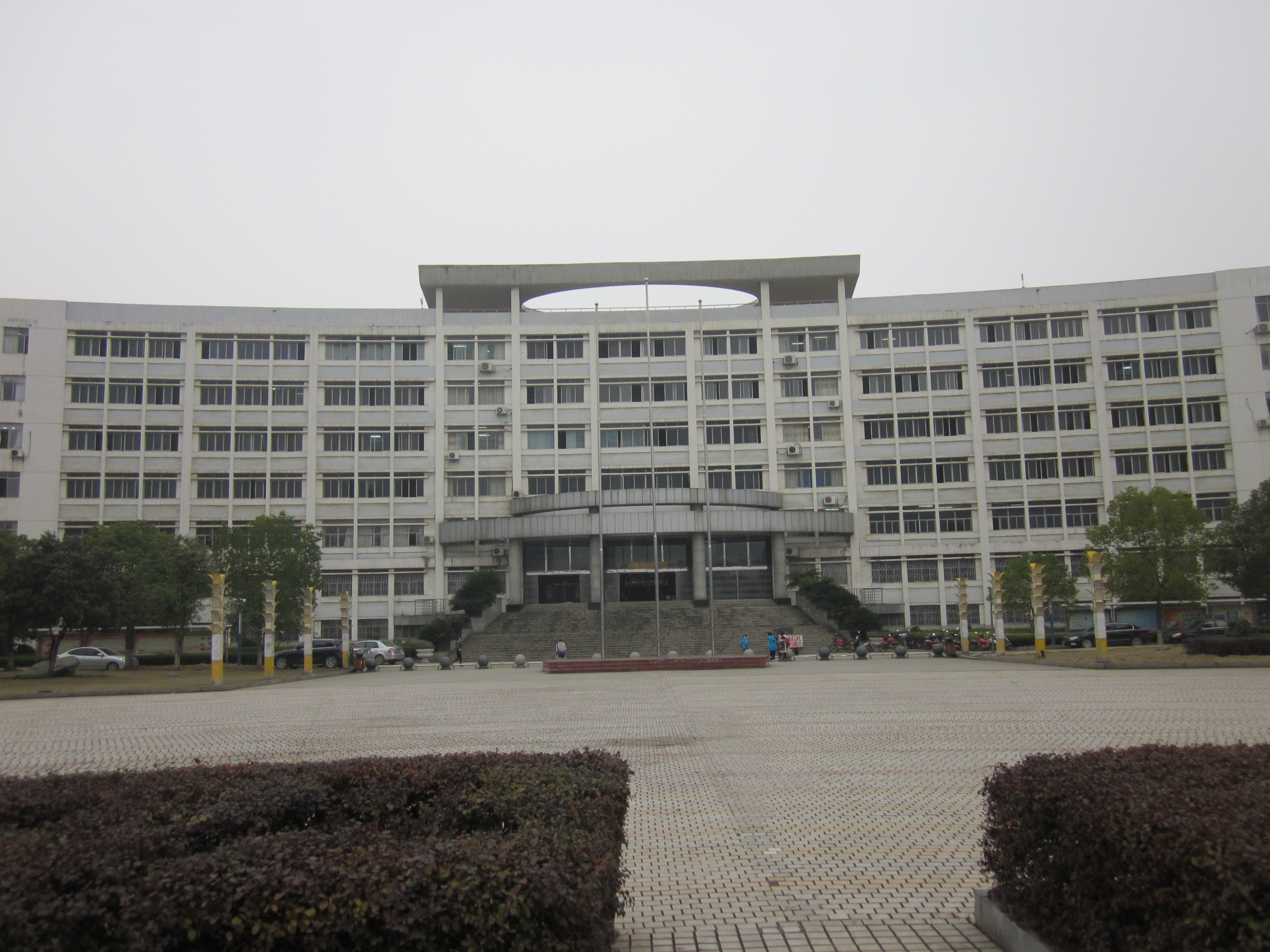
致遠樓

- 1975年、湖南人文科技学院の起源は、に湖南省人民政府が設立した漣邵鉱務局技工学校
- 1978年、漣源師範学校創設。1981年、「湖南師範学院（漣源分院）」と改称。1983年、「漣源師範専科学校」と改称。1983年、「婁底師範専科学校」と改称。
- 1980年、漣源地区教師進修学院創設。1982年、「婁底地区教師進修学院」と改称。
- 1986年、婁底地区教師進修学院を吸収合併する。1994年、「婁底師範高等専科学校」と改称。
- 2000年、婁底師範学校を吸収合併する。
- 2004年、「湖南人文科技学院」と改称。
- 2006年、漣邵集団技工学校、婁底市農科所を吸収合併する。

## 基礎データ
- 校訓
  - 「謀近以致遠，養根而俟實」
- 校歌
  - 「夢想飛翔」。龍紅年作詞・譚建光作曲[3]

## 組織
「学院」も「系」も日本の大学の学部にほぼ相当する。「学部」は「学院」と「系」の上の編成で、実体はなく、日本の「学部」とは位置付けが異なっている。妙訳がないのでそのまま記す。
- 政治·法律系
- 外語系
- 中文系
- 経済·管理系
- 教育科学系
- 音楽系
- 美術系
- 数学·計量経済系
- 化学·材料科学系
- 能源·機電工程系
- 信息科学·工程系
- 体育科学系
- 農業·生物技術学院

## 附属機関

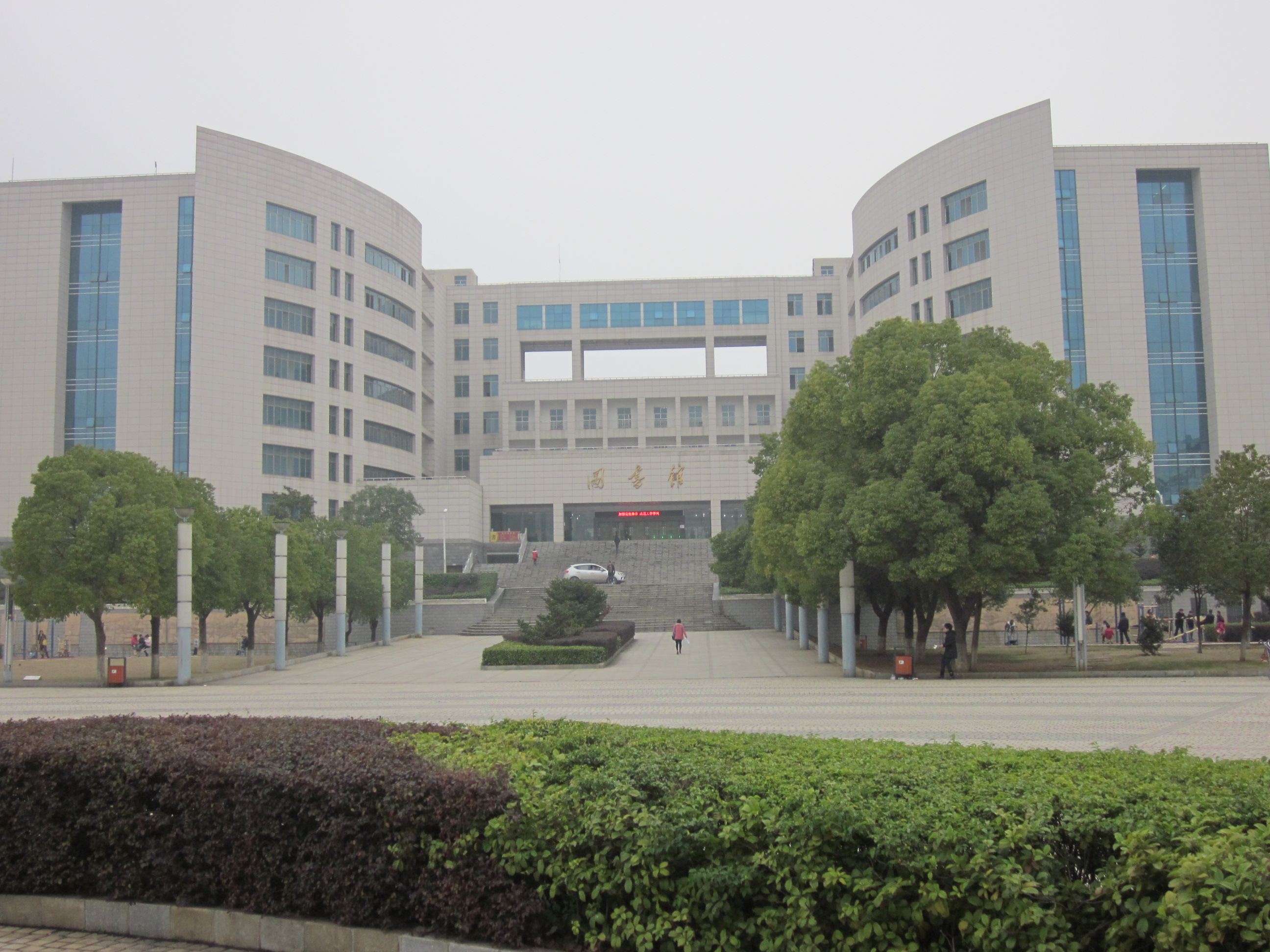
湖南人文科技学院図書館

### 附属図書館
湖南人文科技学院図書館、蔵書数は全館合計で約112.71万冊

## 大学の人物一覧

### 教授
- 学長：劉和雲
- 党委書記：郭軍